# Воравут Вангсават
Воравут Вангсават (тай. วรวุฒิ วังสวัสดิ์, нар. 16 вересня 1981, Бангкок) — таїландський футболіст, який грав на позиції півзахисника. Відомий за виступами у складі низки таїландських клубів, а також у складі національної збірної Таїланду. Після завершення виступів на футбольних полях — таїландський футбольний тренер.

## Клубна кар'єра
Воравут Вангсават розпочав виступи у професійному футболі в 2001 році в складі команди «Осотспа», де швидко став одним із гравців основного складу. У складі команди двічі ставав переможцем Королівського кубку Таїланду. У складі команди грав до кінця 2007 року, а з початку 2008 року грав у складі клубу «Таїланд Тобакко Монополі». На початку 2010 року Воравут перейшов до складу клубу «Тай Порт», у складі якого став володарем Кубка ліги Таїланду. У 2011—2012 роках футболіст грав у складі клубу «Супханбурі», а в 2013 році в складі клубу «Бангкок», після чого завершив виступи на футбольних полях.

## Виступи за збірні
У 2002 році Воравут Вангсават грав у складі збірної Таїланду на футбольному турнірі Азійських ігор. У 2003—2004 роках футболіст провів 3 матчі у складі національної збірної, в яких забитими м'ячами не відзначився.

## Тренерська кар'єра
У 2019 році Воравут Вангсават очолював таїландський клуб «Чіангмай».